# Thierry Philip
Pour les articles homonymes, voir Philip.
Thierry Philip, né le 2 novembre 1949 à Boulogne-Billancourt, est un cancérologue et homme politique français, membre du Parti socialiste. 

## Biographie

### Famille
Il est le petit-fils d'André Philip et de Pierre Wertheimer, le fils d'Olivier Philip et le frère de Christian Philip. 

### Carrière professionnelle
Docteur en médecine, cancérologue pédiatre, il est directeur du Centre Léon-Bérard à Lyon entre 1989 et 2009, ainsi que du Comité national du Cancer et de l'Agence pour l'éducation par le sport. Il est ensuite le président de l'institut Curie à Paris et de l'Organisation European Cancer Institute (OECI).

### Carrière politique
En 2004, il est élu au conseil régional de Rhône-Alpes dont il devient vice-président chargé de la santé et des sports.
En 2008, il est élu maire du 3e arrondissement de Lyon, traditionnellement à droite, battant dès le premier tour Dominique Perben, tête de liste UMP sur Lyon. Il est réélu en 2014 dès le premier tour.
En 2010, il est réélu au conseil régional de Rhône-Alpes, perd sa vice-présidence mais demeure dans l'exécutif régional en tant que conseiller spécial à la recherche, à l'enseignement supérieur et aux formations sanitaires et sociales.
Lors des élections cantonales de 2011, il est élu au second tour le 27 mars dans le canton de Lyon-VIII en battant de justesse le sortant Lionel Lassagne, candidat de l'UMP. Touché par le cumul de mandats, il démissionne de son mandat de conseiller régional et est remplacé par Hilda Tchoboian le 14 décembre suivant. Ses fonctions prennent fin avec la création de la métropole de Lyon le 1er janvier 2015 et la disparition des cantons sur le territoire de celle-ci.
Il démissionne de son mandat de maire en janvier 2018, mais reste vice-président de la Métropole de Lyon jusqu'en 2020.

### Autres activités et fonctions
En 2003, il veut acheter le club de football de l'AS Saint-Étienne, dont il était le coprésident avec Éric Peyre, mais une autre proposition d'achat est finalement retenue.
Il est président du Mémorial des enfants d'Izieu depuis 2015.
En novembre 2013, il est élu président du conseil d’administration de l'Institut Curie où il prend la suite du professeur Claude Huriet.
En 2018, il est élu président de l'Organisation des instituts européens du cancer (en) (OECI).

## Publication
- Vaincre son cancer. Les bonnes questions, les vraies réponses, Milan, 2004  (ISBN 978-2745915252)

## Distinctions
- Officier de la Légion d'honneur (2014)